# Xianyang
Xianyang (em chinês 咸阳; em pinyin Xiányáng) é uma cidade da província de Shaanxi, no centro-norte da China. Está situada na margem esquerda do rio Wei, a uma distância de 25 km a norte da cidade de Xian. Tem cerca de 976 mil habitantes. Foi capital da dinastia Qin em 221 a.C.